# Hela Edas Lista
Hela Edas lista (HEL) är ett lokalt politiskt parti i Eda kommun. 

## Historik
Under mandatperioden 1998-2002 var partiet näst störst i kommunfullmäktige. Valet 2010 erhöll man 8 mandat (efter att det totala antalet mandat i kommunen minskat från 41 till 35). I valet 2014 fick partiet 10 mandat och blev därmed återigen näst största parti i kommunfullmäktige. Partiet besatt under mandatperioden 2014–2018 posterna som kommunfullmäktiges och kommunstyrelsens ordförande i Eda kommun. I valet 2018 tappade partiet hälften av sina mandat och därmed makten i kommunen.

## Valresultat
| År   | Röster | %     | Mandat  |
| ---- | ------ | ----- | ------- |
| 1994 | –      | 17    | 7 / 41  |
| 1998 | –      | 26,6  | 11 / 41 |
| 2002 | 449    | 9,9   | 4 / 41  |
| 2006 | 549    | 12,33 | 5 / 41  |
| 2010 | 982    | 21,39 | 8 / 35  |
| 2014 | 1 285  | 27,74 | 10 / 35 |
| 2018 | 626    | 13,49 | 5 / 35  |
| 2022 | 346    | 7,69  | 3 / 35  |